# Vardarská bánovina

Vardarská bánovina na mapě

Vardarská bánovina (srbsky Вардарска бановина) byla jednou z devíti provincií (bánovin), na které bylo v letech 1929 - 1941 rozčleněno Království Jugoslávie. Nacházela se na jihovýchodě Jugoslávie a zahrnovala celé území současné Severní Makedonie, jižní část Srbska (Leskovac, Vranje) a jihovýchod Kosova (Priština, Prizren). Sousedila s Moravskou bánovinou a Zetskou bánovinou. Byla pojmenována po řece Vardar. Správním městem Vardarské bánoviny bylo Skopje.
Smyslem bánovin byla snaha královské diktatury, kterou nastolil v lednu král Alexandr I. Karadjordjević, potlačit národní vědomí jednotlivých národů království a smazat historicko-kulturní zvláštnosti zemí. Ohledně názvů se jugoslávská vláda inspirovala jmény provincií zřízených ve Francii po Velké francouzské revoluci, které se rovněž jmenovaly podle řek, které jimi protékaly. Funkčními jednotkami samosprávy se bánoviny nikdy nestaly.